# イリミネイター
『イリミネイター』（Eliminator）は、アメリカ合衆国のロック・バンド、ZZトップが1983年に発表した8作目のスタジオ・アルバム。

## 背景
バンドは本作よりシンセサイザーやシーケンサーを取り入れるようになった。メンバーのビリー・ギボンズは後に「80年代のテクノロジーとイングランドのテクノ・ポップ・バンドの創造的な革新によって、シンセサイザーでとても面白い仕事ができるようになった。そこで我々は、泥臭いブルース・ロック・バンドがシンセサイザーを使った音作りをしてうまくいくだろうか、と考えた」と語っている。
ジャケットのイラストにはギボンズが所有する1933年製のフォード・クーペが描かれ、本作からシングルとしてリリースされた曲のミュージック・ビデオには、この車の実物が登場する。

## 反響・評価
ZZトップは本作で世界的な成功を収めた。バンドの母国アメリカではBillboard 200で9位に達して『ファンダンゴ!』（1975年）以来8年ぶりのトップ10入りを果たし、1983年9月にはRIAAによってプラチナ・ディスクに認定され、その後も売り上げを伸ばして、1996年8月にはアメリカ国内での累計売り上げが1千万枚に達した。全英アルバムチャートでは初のトップ10入りを果たして最高3位に達し、139週チャート・インするロング・ヒットとなった。ニュージーランドのアルバム・チャートでは初登場33位だったが、長期にわたって売り上げを伸ばし、リリースから1年以上後の1984年12月には2週連続で4位を記録した。オランダでは1985年1月にアルバム・チャート入りして、同年3月9日には4位に達した。
音楽評論家のStephen Thomas Erlewineはオールミュージックにおいて「オールド・スクールのファンやブルースロックの純正主義者が愛するタイプの作品ではないが、ZZトップがこれほど同時代的な音を鳴らしたことはなかった」と評している。
『ローリング・ストーン』誌が2003年に選出したオールタイム・グレイテスト・アルバム500では396位にランク・インし、後の改訂では398位となった。また、同誌が選出した「80年代のベスト・アルバム100」では39位にランク・イン。

## 収録曲
全曲ともビリー・ギボンズ、ダスティ・ヒル、フランク・ベアードの共作。
1. ギミ・オール・ユア・ラヴィン "Gimme All Your Lovin'" – 4:04
2. アンダー・プレッシャー "Got Me Under Pressure" – 4:02
3. シャープ・ドレスト・マン "Sharp Dressed Man" – 4:18
4. アイ・ニード・ユー・トゥナイト "I Need You Tonight" – 6:17
5. アイ・ガット・ザ・シックス "I Got the Six" – 2:55
6. レッグス "Legs" – 4:34
7. 殺し屋稼業 "Thug" – 4:18
8. TVディナーズ "TV Dinners" – 3:50
9. ダーティ・ドッグ "Dirty Dog" – 4:04
10. 彼女の心が得られたら "If I Could Only Flag Her Down" – 3:40
11. バッド・ガール "Bad Girl" – 3:15

## シングル
本作からのシングルのチャート最高順位を示す。
| タイトル                     | アメリカ・Billboard Hot 100 | アメリカ・Mainstream Rock | イギリス |
| ---------------------------- | --------------------------- | ------------------------- | -------- |
| ギミ・オール・ユア・ラヴィン | 37位                        | 2位                       | 10位     |
| アンダー・プレッシャー       | -                           | 18位                      | -        |
| シャープ・ドレスト・マン     | 56位                        | 8位                       | 22位     |
| TVディナーズ                 | -                           | 38位                      | 67位     |
| レッグス                     | 8位                         | -                         | 16位     |

## 参加ミュージシャン
- ビリー・ギボンズ - ボーカル、 ギター
- ダスティ・ヒル - ボーカル、ベース
- フランク・ベアード - ドラムス